# Юрчец, Ян
Ян Ю́рчец (хорв. Jan Jurčec; 27 ноября 2000, Загреб) — хорватский футболист, полузащитник клуба «Кривбасс».

## Клубная карьера
Родился в Загребе, начал футбольную карьеру в местном «Локомотиве». В сезоне 2014/15 перешёл в «Кустошию». 11 мая 2019 года дебютировал за первую команду «Кустошии» в проигранном (1:2) поединке Второй лиги Хорватии против «Шибеника». В сезоне 2018/19 он провёл всего три матча. Провёл десять матчей в сезоне 2019/20, который был упразднён из-за COVID. В сезоне 2020/21 отличился 3-мя голами в 30 матчах. В сезоне 2021/22 стал лучшим бомбардиром своей команды, отличился 8-мя голами в 26 матчах.
19 июля 2022 года перешёл в клуб австрийской Бундеслиги «Райндорф Альтах», с которым подписал 2-летний контракт с возможностью продления ещё на один год, рассчитанный до июня 2024. 24 июля 2022 года дебютировал в Бундеслиге, в котором на 55-й минуте первого тура сезона 2022/23 против «Хартберга» вышел вместо Штефана Гаудума. После окончания контракта в конце сезона 2023/24 покинул «Альтах». Первым голом за новую команду отличился 22 августа 2022 года в проигранном (1:4) поединке чемпионата против ЛАСКа. Быстро закрепился в команде, которую тренирует Мирослав Клозе, благодаря чему накануне зимнего трансферного окна к нему заинтересовались несколько итальянских команд, но молодой хорват в конце концов остался в клубе.
После шести месяцев пребывания без клуба переехал в Украину, где 14 марта 2025 года присоединиться к «Кривбассу», с которым подписал 2,5-летний контракт.

## Карьера в сборной
По материнской линии имеет польское происхождение. Дебютировал за молодёжную сборную Хорватии 17 ноября 2022 года в победном (3:1) товарищеском матче против Польши.